# Siffleur
Il Siffleur è un fiume del Canada, che scorre in Alberta, nasce sulle Montagne Rocciose Canadesi per poi confluire nel North Saskatchewan.